# Julio Tocker
Julio Tocker (Argentina, siglo XX) Nació en argentina Don Julio Tocker, futbolista y entrenador de fútbol. Fue Técnico del Junior de Barranquilla en 1969. entreno casi en todos loas equipos colombianos mas nunca pudo nacionalizarce colombiano

## Trayectoria
Apodado como "el filosofo".  Dirigió a ocho equipos colombianos.

### Deportivo Cali
Fue jugador del Cali en 1947 y dirigió al Deportivo Cali en 1959.

### Deportes Quindío
Fue director técnico al principio del torneo de 1956, a la postre campeón.

### Independiente Santa Fe
Fue campeón con el cuadro cardenal en 1958,(luego de un breve paso por el Deportivo Cali) y en 1960.Dirigió a Santa Fe en tres periodos: en 1958, 1960 y 1964.

### América de Cali
Fue técnico de América en 1950, y en 1952. En 1967 volvió a asumir la dirección técnica del equipo escarlata.Al cual volvería a dirigir en 1976.

### Atlético Junior
Dirigió al equipo tiburón en 1969. Años antes de fallecer declaró con profunda tristeza en una entrevista para Hernán Peláez que a pesar de haber vivido ininterrumpidamente durante 42 años en Colombia jamás se le fue otorgada la nacionalidad.

## Clubes

### Como entrenador
| Equipo                 | País     | Período |
| ---------------------- | -------- | ------- |
| América de Cali        | Colombia | 1950    |
| América de Cali        | Colombia | 1952    |
| Deportes Quindío       | Colombia | 1956    |
| América de Cali        | Colombia | 1957    |
| Independiente Santa Fe | Colombia | 1958    |
| Deportivo Cali         | Colombia | 1959    |
| Independiente Santa Fe | Colombia | 1960    |
| Independiente Santa Fe | Colombia | 1964    |
| América de Cali        | Colombia | 1967    |
| Atlético Junior        | Colombia | 1969    |
| América de Cali        | Colombia | 1976    |

## Palmarés
| Título                        | Equipo   | País     | Año  |
| ----------------------------- | -------- | -------- | ---- |
| Campeonato colombiano de 1958 | Santa Fe | Colombia | 1958 |
| Campeonato colombiano de 1960 | Santa Fe | Colombia | 1960 |

## Obras
- Mi fútbol (1984).[12]